# Wierden
Wierden (uitspraakⓘ) is een gemeente en dorp in de streek Twente in de Nederlandse provincie Overijssel. Op 22 november 2024 woonden er 24.931 mensen (bron: CBS) op een oppervlakte van 95,24 km². De gemeente Wierden maakt deel uit van de Regio Twente.
Wierden is een forenzendorp bij Almelo en ligt tussen het Twentekanaal en het natuurgebied het Wierdense Veld. Wierden zelf is 250 hectare groot.

## Geschiedenis

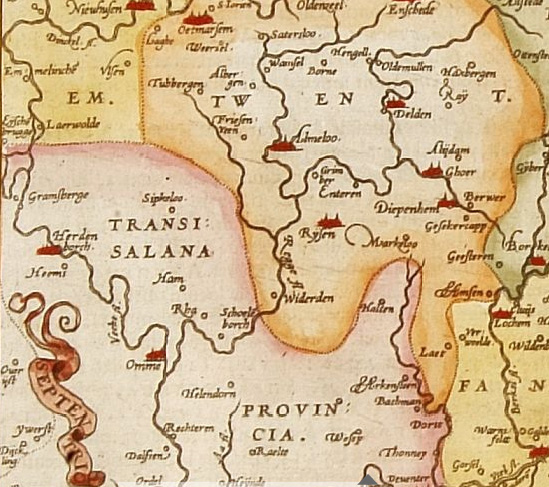
Wierden, als "Widerden" vermeld op een kaart van Abraham Ortelius (1570). De oriëntatie is 90° gedraaid (het oosten ligt aan de bovenzijde).

Het dorp Wierden was omstreeks 1400 een pleisterplaats aan de grote heirwegen van Deventer en Zwolle naar Duitsland. Een grote waterplas van "een uur gaans" scheidde Wierden van Almelo. De verbinding had tot omstreeks 1405 plaats per schuit. In 1405 werd een dijk aangelegd. Op de dijk werd een nieuwe kerk gebouwd die zich toen buiten de dorpskern bevond. Deze Sint-Janskerk (Wierden) was gewijd aan twee heiligen, Sint Johannes en Sint Johannes de Doper. De kerk van voor 1405, die noordelijker stond op de plek achter het tegenwoordige wevershuisje, werd afgebroken. Daar stond ook de Oude Wheme of Oude Pastorie. De naastgelegen oude Pastoorskamp, of ook Domineeskamp werd later gebruikt als begraafplaats. Dit is de huidige begraafplaats aan de Appelhofstraat. De oude weg naar de oude bisschopsstad Ommen en naar de hanzestad Zwolle liep langs de oude kerk, langs de oude wheme naar het Wedervoort. Aan de brink van Wierden in het oude centrum bevond zich 'Het Jak'. Hierin werd het rundvee samengedreven als het van de gezamenlijke es kwam. Wierden hoorde tot 1811 onder het gericht Kedingen en was een van de zogenaamde  Rijssense kwartieren . In 1811 werd Wierden de hoofdplaats van de gelijknamige gemeente.

### Marke Wierden
De marke Wierden bestond uit drie kernen. Ten zuiden van de dorpskern bevond zich de kern 'De Huurne' met overwegend grote boerenerven. Ten noorden van de kern Wierden bevond zich het Loo, met ook hier grote boerenerven. Dan de kern Wierden zelf, wat voor de 16e eeuw niet echt een kern te noemen was. Het dorp Wierden was niet meer dan een paar boerderijen rondom de nieuw gebouwde kerk aan de dijk, met als belangrijkste de Hof te Wierden. In het midden van de 17e eeuw werd door de verkoop van het markerichterschap van de marke Hoge Hexel deze marke aan Wierden toegevoegd en werd Wierden samen met Hoge Hexel een dubbele marke. De grens tussen de twee marken loopt richting oosten net onder het gebied De Barkel door naar de Lage Es en de Wierdense Weuste, en in westelijke richting naar de Eversberg in de voormalige marke Notter.

### Archeologie
Op het Loo in Wierden zijn restanten van vroeg-neolithische nederzettingen gevonden, grondsporen van langwerpige huizen. Grafheuvels lagen in het Wierdense Loo en Hoge Hexel. Een aantal is  aan het eind van de 20e eeuw door onkunde vernietigd. Op de hoek Hexelseweg / Bruinehoopsweg is een mooie grafheuvel uit de bronstijd bewaard gebleven.  Een reconstructie van een grafheuvel met daaronder een steenkist (laat-neolithisch) is op landgoed De Barkel te zien. Op het Loo zijn  verder vroegmiddeleeuwse woningen aangetroffen.

### De naam Wierden
De naam 'Wierden' wordt wel in verband gebracht met de ligging van een grote waterplas tussen Wierden en Almelo. Het zou te maken hebben met een kunstmatige hoogte ter bescherming tegen het water, zoals terpen, hillen, warden, wierden. Volgens velen lijkt deze afleiding niet waarschijnlijk, aangezien deze terpen of wierden hoofdzakelijk in het noorden van Nederland voorkomen. Het is zeker dat de naam Wierden is afgeleid van Wederden. Wederden zou kunnen betekenen "bevloeide strook grasland langs een rivier". In het Overijssels schattingsregister treffen we als omschrijving aan: Wederdem (1323), Wederden (1334), Weerden (1450), Wederden (1456), Wedderen (1531), Wijrden (1551) en Wierden in 1670. De naam Wederden treffen we ook al aan op schrift, dat dateert uit het eind van de dertiende eeuw. In een lijst van leengoederen van de Herrschaft Steinfurt uit 1280 wordt gezegd dat "Ecbertus de Almelo miles tenet jure homagii duas domos in Wederden er duas domos in Elsne". Ten slotte komt Widerden voor op een oude kaart van Abraham Ortelius uit 1570 (zie rechtsonder). Op deze kaart wordt dit Widerden aan de Regge getekend, ongeveer waar nu Nijverdal ligt.
De grond tussen de dorpen Enter en Wierden stond, zo vertelt de geschiedenis, in de Middeleeuwen driekwart van het jaar onder water. Tussen Wierden en Rijssen lag heide evenals verder naar het noorden tot aan het dorp Hellendoorn.

### Tol te Wierden
In 1405 werd een overeenkomst gesloten tussen de heer van Almelo en de bisschop Fredrik van Blankenheim, heer van Overijssel. Deze leidde ertoe dat dwars door het moeras tussen Wierden en Almelo een dijk en daarmee een verbinding over het land, werd aangelegd. Om gebruik te kunnen maken van deze verbindingsweg moest men tol betalen. De tolboom stond ter hoogte van het "Schottenhuis", een voormalige Wierdense herberg, die ongeveer op de plek stond van het tegenwoordige Hotel De Zwaan. Vandaar is "De Tolmennekes" gekozen als naam voor de plaatselijke carnavalsvereniging. 
Voordat men de tolboompalen mocht passeren, moest men eerst het nodige tolgeld betalen. (In 1749 was dat "van een beslagen wagen" twee stuyvers, twee doyten, van een yder persoon, die daar in sit één stuyver enz.) Het vroegere tolbordje hangt nu in Huize Almelo. De vroegere tolboompalen kunnen gezien worden als een poort en in dit verband wordt door velen uitgelegd dat Wierden daarom "De Poort van Twente" is.

## Geografie

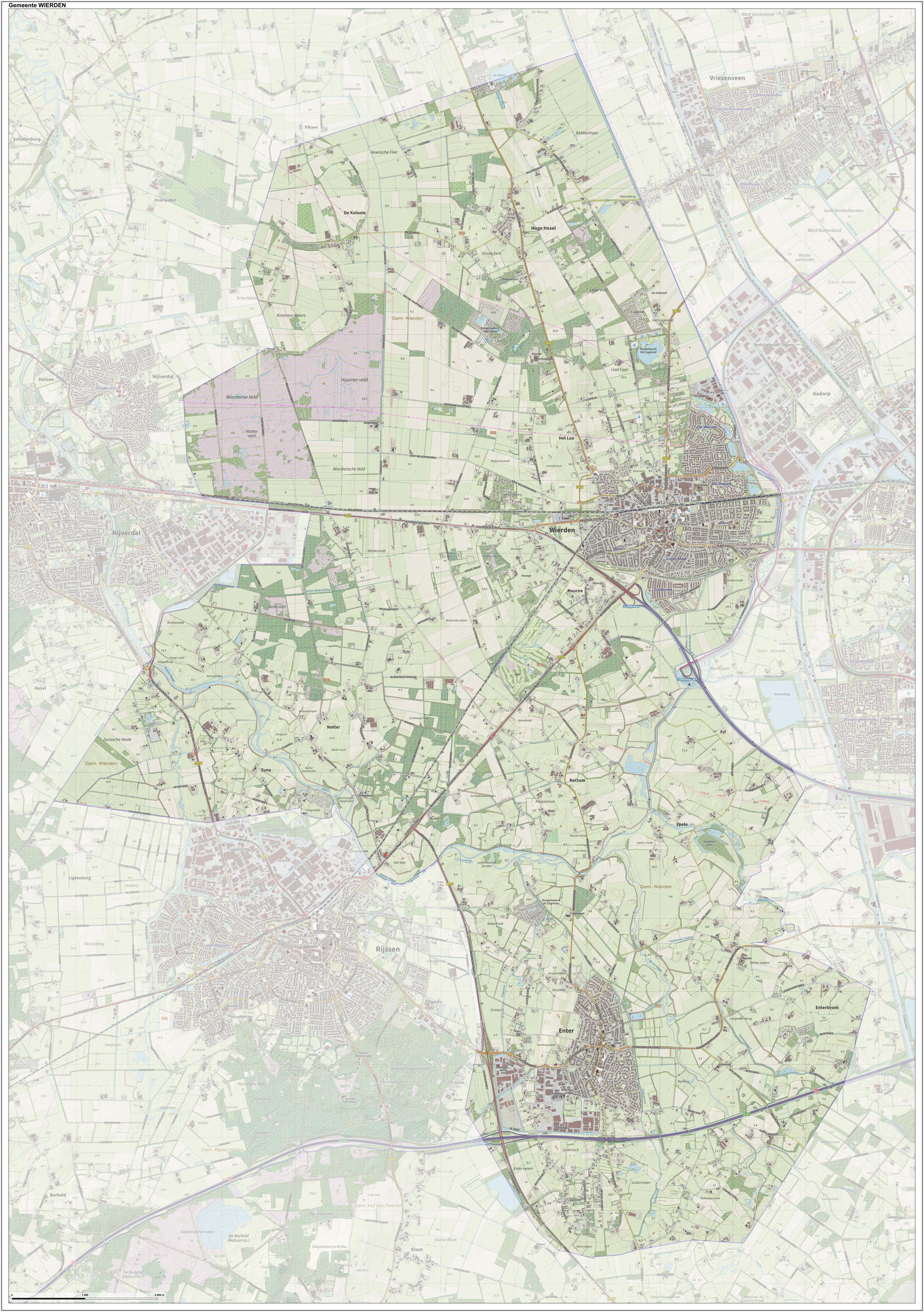
Topografische gemeentekaart van Wierden, september 2022

De gemeente Wierden ligt in het westen van Twente en grenst aan de gemeenten Hellendoorn in het noorden, Twenterand in het noordoosten, de stad Almelo in het oosten, Hof van Twente in het zuiden en Rijssen-Holten in het westen. Wierden omvat 9.435 hectare grond en bestaat naast het dorp Wierden (15.465 inwoners) uit het dorp Enter (7.380 inwoners) en de buurtschappen Hoge Hexel (1.090 inwoners), Notter (605 inwoners), Zuna (330 inwoners), Rectum (400 inwoners) en IJpelo (300 inwoners).
Wierden kent de volgende woonwijken:
- Noord: De Stouwe, De Hooilanden, De Weuste, Hogelucht, Kluinveen, Violenhoek, Het Loo en Zenderink (in ontwikkeling medio 2009)
- Oost: (Plan) Oost, Centrum
- Zuid: Grote Maat, Huurne en Zuidbroek (in ontwikkeling medio 2008)
- West: West, Molukse wijk en Meijerinksberg

Industrie- en bedrijventerreinen:
- Noord: Hogelucht, Kluinveen, Violenhoek en Weuste Noord

### Aangrenzende gemeenten
| Aangrenzende gemeenten | Aangrenzende gemeenten | Aangrenzende gemeenten | Aangrenzende gemeenten | Aangrenzende gemeenten |
| ---------------------- | ---------------------- | ---------------------- | ---------------------- | ---------------------- |
| Hellendoorn            |                        |                        |                        | Twenterand             |
|                        |                        |                        |                        |                        |
|                        | Almelo                 |                        |                        |                        |
|                        |                        |                        |                        |                        |
| Rijssen-Holten         |                        | Hof van Twente         |                        |                        |

## Bestuur

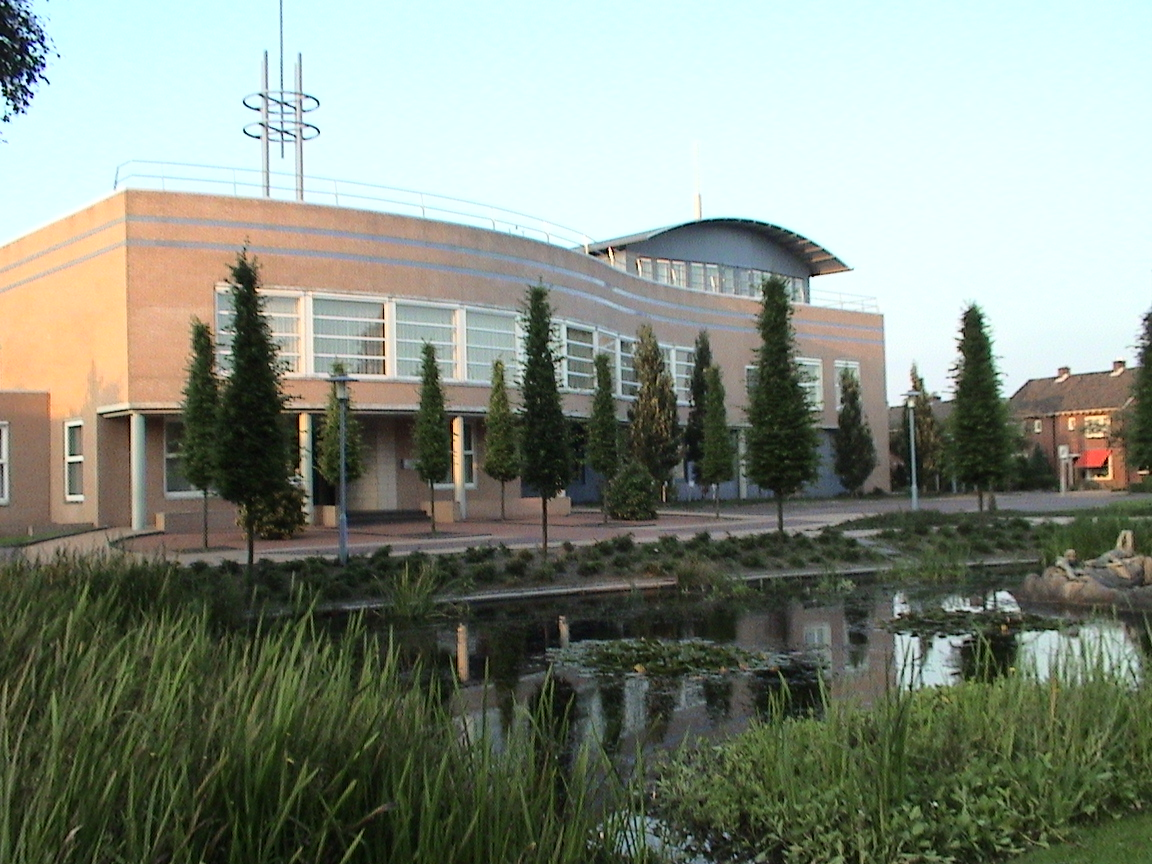
Gemeentehuis van Wierden.

De gemeenteraad van Wierden bestaat uit 19 zetels. Hieronder de behaalde zetels per partij bij de gemeenteraadsverkiezingen sinds 1994:
| Gemeenteraadszetels            | Gemeenteraadszetels | Gemeenteraadszetels | Gemeenteraadszetels | Gemeenteraadszetels | Gemeenteraadszetels | Gemeenteraadszetels | Gemeenteraadszetels | Gemeenteraadszetels |
| Partij                         | 1994                | 1998                | 2002                | 2006                | 2010                | 2014                | 2018                | 2022                |
| ------------------------------ | ------------------- | ------------------- | ------------------- | ------------------- | ------------------- | ------------------- | ------------------- | ------------------- |
| Nieuw Enter Wierden            |                     |                     |                     |                     | 4                   | 4                   | 7                   | 8                   |
| CDA                            | 10                  | 9                   | 9                   | 9                   | 7                   | 6                   | 5                   | 4                   |
| ChristenUnie (2)               | 3                   | 3                   | 3                   | 3                   | 2                   | 3                   | 3                   | 2                   |
| Progressief Wierden (1)        | 3                   | 3                   | 3                   | 4                   | 4                   | 4                   | 2                   | 2                   |
| (Gemeentebelangen Wierden-)VVD | 3                   | 4                   | 4                   | 3                   | 2                   | 2                   | 2                   | 2                   |
| SGP                            | -                   | -                   | -                   | -                   | -                   | -                   | -                   | 1                   |
| Totaal                         | 19                  | 19                  | 19                  | 19                  | 19                  | 19                  | 19                  | 19                  |

(1) Is een samenwerking van PvdA, GroenLinks en D66, tot 2021 Platform Progressief Wierden geheten.
(2) In 1994 en 1998 werd de CU vertegenwoordigd door de RPF, een van haar voorgangers.

### College van burgemeester en wethouders
Het college van B en W bestaat uit:
Burgemeester:
- Doret Tigchelaar-van Oene (partijloos)

Wethouders:
- Johan Coes (CDA) (loco-burgemeester)
- Richard Kortenhoeven (NEW)
- Hans ter Keurst (NEW)

Gemeentesecretaris:
- Marcel Klos

## Kunst en cultuur

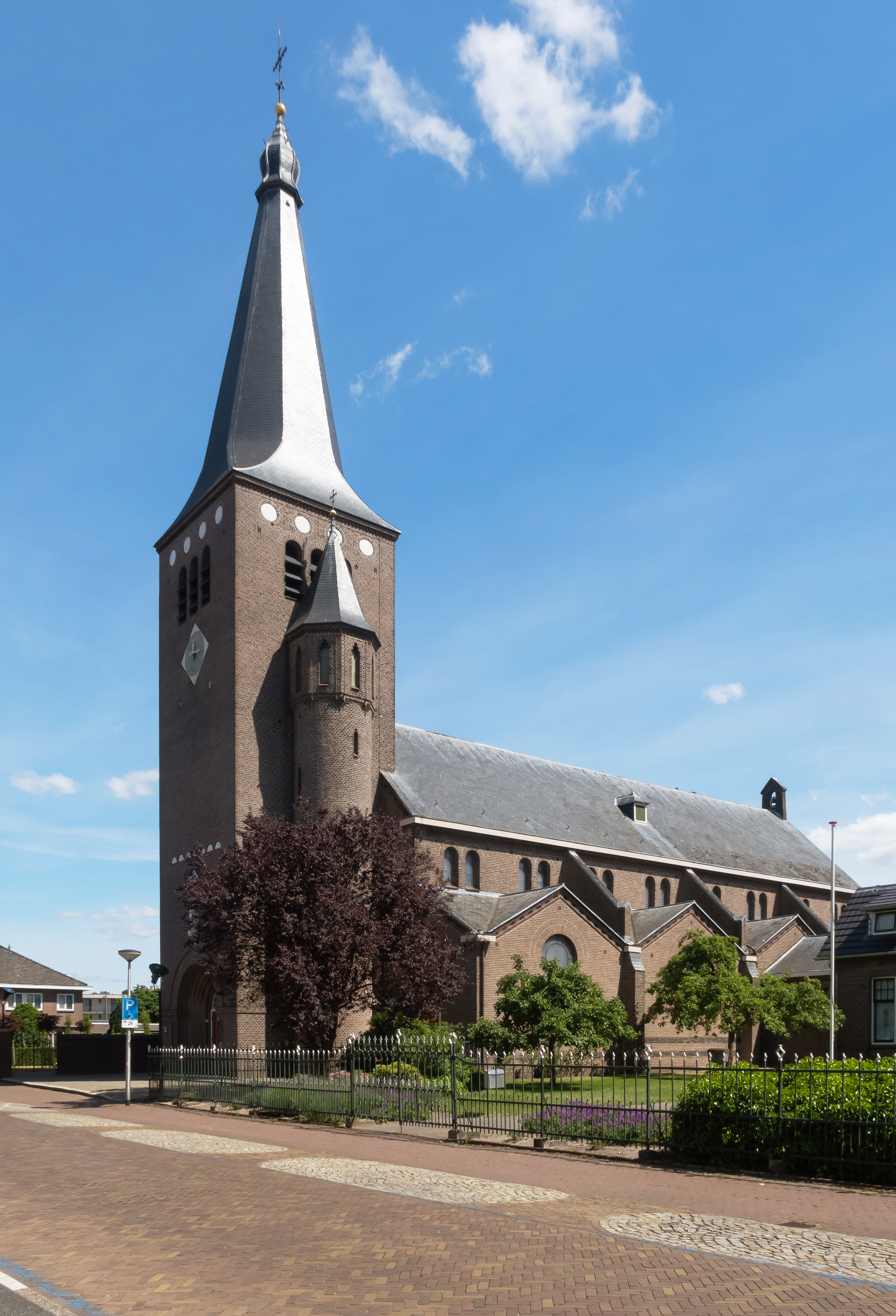
RK kerk St Jan de Doper

Wierden kent een aantal jaarlijks terugkerende evenementen, zoals de Sint-Maartensmarkt, (in het verleden in november, thans laatste maandag van oktober), en de Wiezo (juni/juli).
Zomers zijn er de regionaal bekende Wiezofeesten (Wierdense Zomerfeesten). Dit zijn avonden waarop veel kooplui hun waar in het centrum van het dorp te koop aanbieden. Tevens vindt dan ook de traditionele wiezoloop plaats. Een hardloopwedstrijd door het centrum van Wierden met een deelnemersveld van jong tot oud. Sinds enkele jaren is de Wiezoloop een zelfstandig evenement geworden, los van de Wiezo, en wordt ca. 1 maand eerder gehouden hetzelfde jaar.
Wierden heeft diverse culturele gezelschappen: een toneelgroep, verschillende koren, muziekverenigingen, artistieke werkgroepen en een creatief centrum. Regelmatig vindt er een concert of toneeluitvoering plaats. De Culturele Raad verzorgt verschillende lezingen, kindervoorstellingen en concerten. De Stichting Historische Kring Wederden verzamelt diverse archieven van de gemeente Wierden.

### Monumenten
In de gemeente is er een aantal rijksmonumenten, gemeentelijke monumenten en oorlogsmonumenten, zie:
- Lijst van rijksmonumenten in Wierden (gemeente)
- Lijst van rijksmonumenten in Wierden (plaats)
- Lijst van gemeentelijke monumenten in Wierden
- Lijst van oorlogsmonumenten in Wierden

## Voorzieningen

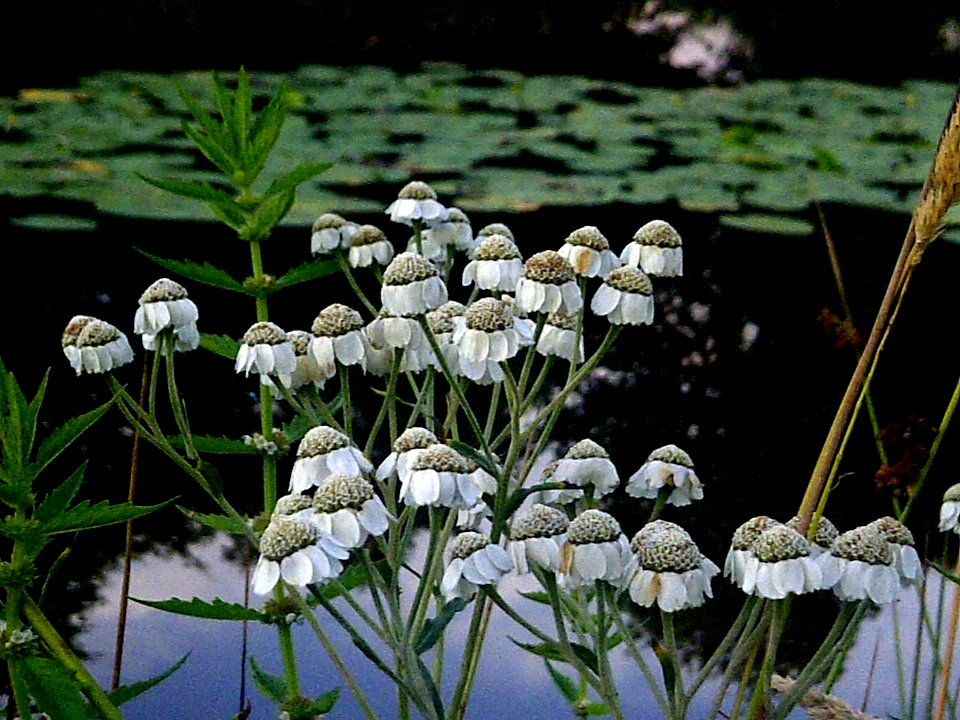
IJsbaan in Wierden

### Onderwijs

#### Basisonderwijs
- Openbaar: "Widerode"
- Protestants-christelijk: "De Driesprong"(Hoge Hexel), "Kluinveenschool", "Het Laar", "De Morgenster", "Notter-Zuna School (Notter)", "Sjaloomschool"
- Rooms-katholiek: "Het Galjoen", "Mariaschool".

#### Voortgezet onderwijs
Sinds 2008 is te Wierden een school voor voortgezet Onderwijs op evangelische basis gevestigd van de stichting De Passie.

### Sport
Het dorp Wierden kent diverse sportverenigingen, waaronder de basketbalvereniging SVZW, de handbalvereniging KEDINGEN, volleybalvereniging WVC Volley en de voetbalverenigingen SVZW Wierden en Juventa '12, de korfbalvereniging Blauw-Zwart, de skeeler- en schaatsvereniging WIJC, tennisvereniging Beukersweide en eredivisietriathlonvereniging TV Argo. Het dorp Wierden kent ook een plaatselijke visvereniging genaamd: Hengelsport vereniging "Ons Genoegen" Wierden.

### Gezondheidszorg
In Wierden zijn huisartsen, fysiotherapie, kraam- en thuishulp, bejaardenzorg en apotheek aanwezig.

### Begraafplaatsen
Het dorp telt drie begraafplaatsen waarvan er twee inmiddels vol of niet meer in gebruik zijn. De nieuwe gemeentelijke begraafplaats is gesitueerd aan de Vriezenveenseweg te Wierden en is geschikt voor standaard- en crematiegraven.

## Verkeer en vervoer
Wierden ligt aan de Rijksweg 35 tussen Zwolle en Enschede. Het station van Wierden wordt zowel door de sprinter Zwolle - Enschede als de sprinter Apeldoorn - Almelo (- Enschede) tweemaal per uur aangedaan.
Tevens werd Wierden bediend door buslijn 91 van Syntus van Almelo via Wierden, Rijssen, Enter en Goor naar Holten. Sinds 2014 is dit veranderd naar lijn 80. Sindsdien rijdt de lijn niet van/tot Almelo, maar van/tot Hardenberg. Vanaf dienstregeling 2018 bedient lijn 95 (Borculo - Goor - Rijssen - Wierden - Almelo) de vijf bushaltes in Wierden. Sinds dienstregeling 2024 verzorgt Arriva het busvervoer in Wierden en omgeving.

## Bekende Wierdenaren
- Berthil ter Avest (1970), voetballer
- Hidde ter Avest (1997), voetballer
- Thomas Bruns (1992), voetballer
- Arjan Dasselaar (1975), journalist
- Anouk Dekker (1986), voetbalster
- Korneel Evers (1979), acteur
- Marieke van den Ham (1983), waterpoloër
- Loes Haverkort (1981), actrice
- Anton Huiskes (1928-2008), schaatser en schaatstrainer (bondscoach)
- Annefleur Kalvenhaar (1994-2014), veldrijdster en mountainbikester
- Jos Lammertink (1958-2024), wielrenner
- Ria Lazoe (1945), schrijfster
- Thijmen Nijhuis (1998), voetballer
- Jan Pouls (1964), voetballer
- Jérôme Reehuis (1939-2013), acteur en dichter
- Gregor Rensen (1957), politicus
- Johanna ter Steege (1961), actrice
- Dennis Telgenkamp (1987), voetballer
- Wouter Wippert (1997), wielrenner
- Eddy Zoëy (1967), radio- en televisiepresentator en zanger
- Johannette Zomer (1964), sopraan
- Gavin Reijnders (1997), cabaretier
- Ilse Pluimers (2002), wielrenster

Hoofdplaats: Wierden      Dorp: Enter

Buurtschappen: Enterbroek · Hoge Hexel · Huurne · De Kolonie · Het Loo · Notter · Rectum · IJpelo · Zuna

Overijssel · Steden en dorpen in Overijssel      Nederland · Provincies · Gemeenten
Almelo · Borne · Dalfsen · Deventer · Dinkelland · Enschede · Haaksbergen · Hardenberg · Hellendoorn · Hengelo · Hof van Twente · Kampen · Losser · Oldenzaal · Olst-Wijhe · Ommen · Raalte · Rijssen-Holten · Staphorst · Steenwijkerland · Tubbergen · Twenterand · Wierden · Zwartewaterland · Zwolle

Steden en dorpen · Voormalige gemeenten · Nederland: Provincies · Gemeenten